# Misumenoides quetzaltocatl
Misumenoides quetzaltocatl is een spinnensoort in de taxonomische indeling van de krabspinnen (Thomisidae).
Het dier behoort tot het geslacht Misumenoides. De wetenschappelijke naam van de soort werd voor het eerst geldig gepubliceerd in 1992 door Mauricio Jiménez.